# Dugda
Dugda là một thị trấn thống kê (census town) của quận Bokaro thuộc bang Jharkhand, Ấn Độ.

## Địa lý
Dugda có vị trí 23°45′B 86°10′Đ / 23,75°B 86,17°Đ Nó có độ cao trung bình là 218 mét (715 feet).

## Nhân khẩu
Theo điều tra dân số năm 2001 của Ấn Độ, Dugda có dân số 18.864 người. Phái nam chiếm 54% tổng số dân và phái nữ chiếm 46%. Dugda có tỷ lệ 66% biết đọc biết viết, cao hơn tỷ lệ trung bình toàn quốc là 59,5%: tỷ lệ cho phái nam là 77%, và tỷ lệ cho phái nữ là 54%. Tại Dugda, 14% dân số nhỏ hơn 6 tuổi.